# Rymdpirat

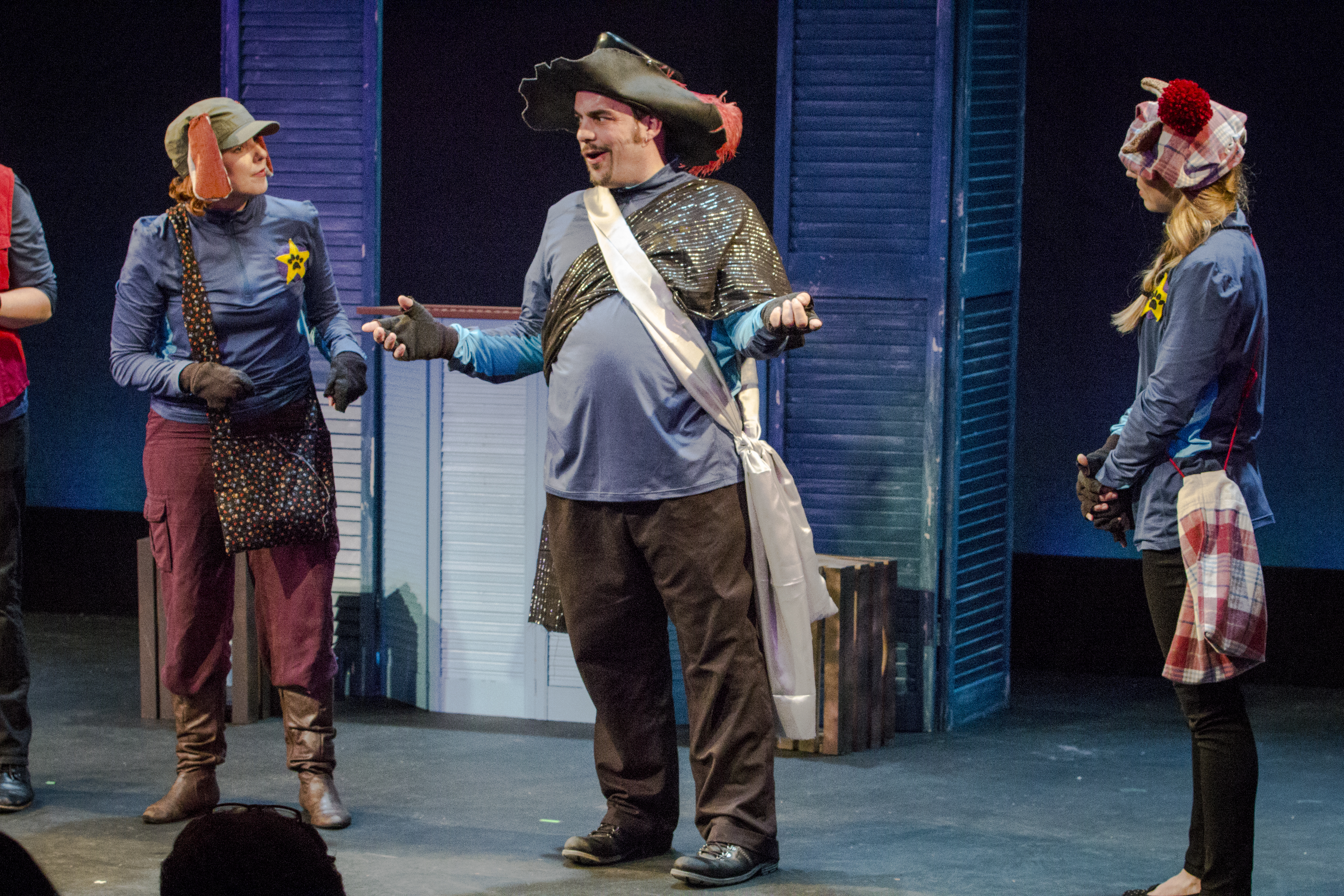
Rymdpirater i föreställningen The Space Pirate Puppy Musical.

Rymdpirater eller rymdkapare är stereotypa rollfigurer som förekommer i många science fiction-berättelser. Sådana livnär sig främst på att angripa och plundra rymdfarkoster. De är uppdiktade med inspiration från sjörövare i verkligheten samt myterna kring dem och icke-science fiction-berättelser, vilka opererat med båt ute till havs på jorden, framför allt under 1600- och 1700-talen.

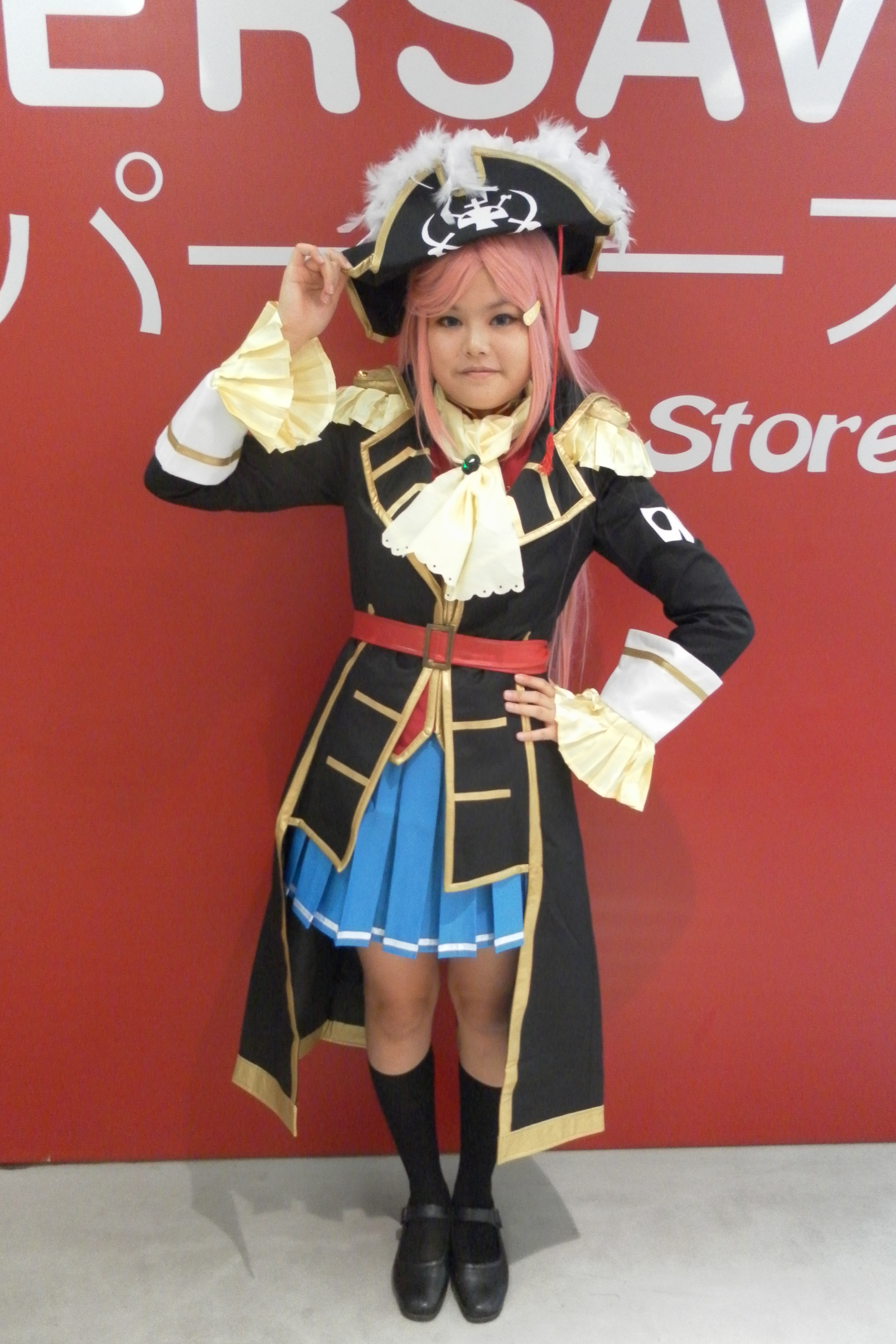
Cosplayare utklädd till rymdpiratkaptenen Marika Katou.

Rymdpirater förekommer i litteratur, filmer, serietidningar, TV-serier och datorspel. Bland annat förekommer de i Metroid-serien och Spore.